# Terry Ball
Terrance James Ball (Selkirk, 29 novembre 1944) è un allenatore di hockey su ghiaccio ed ex hockeista su ghiaccio canadese che nel corso della carriera ha giocato in National Hockey League e nella World Hockey Association.

## Carriera
Ball iniziò a giocare a hockey nella lega giovanile del Manitoba arrivando pure a giocare nel 1963 la finale della Memorial Cup, mentre nella stagione 1964-1965 si trasferì nella Ontario Hockey Association per giocare con i Kitchener Rangers. I suoi diritti erano detenuti dai New York Rangers, ma il suo esordio fra i professionisti giunse già nella stagione 1963-64 con un breve prestito ai Vancouver Canucks nella Western Hockey League.
Nel 1965 entrò a tutti gli effetti nell'organizzazione dei Rangers andando a giocare nelle formazioni affiliate della Central Hockey League, i Minnesota Rangers e gli Omaha Knights. Nell'estate del 1967, rimasto senza contratto, Ball fu scelto durante l'NHL Expansion Draft dai Philadelphia Flyers, una delle sei nuove franchigie iscritte alla National Hockey League. Con i Flyers riuscì a esordire in National Hockey League disputando 62 partite totali quasi tutte nel corso della stagione 1969-1970. Nei tre anni trascorsi con i Flyers Ball giocò soprattutto in American Hockey League con i Quebec Aces.
Dopo aver trascorso metà della stagione 1970-71 in CHL con il farm team dei Pittsburgh Penguins Ball fece un breve ritorno in NHL con la franchigia dei Buffalo Sabres disputando 12 gare; in quel periodo giocò anche con i Salt Lake Golden Eagles in CHL e con i Cincinnati Swords in AHL, conquistando un posto nel First All-Star Team della lega.
Nel 1972 lasciò la NHL per trasferirsi nella World Hockey Association presso i Minnesota Fighting Saints, squadra in cui giocò da titolare per tre stagioni consecutive. Negli ultimi anni di carriera cambiò più volte squadra militando nei Cleveland Crusaders, nei Cincinnati Stingers e infine con i Birmingham Bulls.
Nel 1977 Ball lasciò il Nordamerica e si trasferì in Finlandia per andare a giocare nell'HIFK di Helsinki, squadra che allenò nel corso della stagione 1978-79..

## Palmarès

### Individuale
- AHL First All-Star Team: 1

1971-1972
- MJHL Fist All-Star Team: 1

1963-1964